# جون دوسيت
جون دوسيت (بالإنجليزية: John Doucette) مواليد 21 يناير 1921 في ماساتشوستس، الولايات المتحدة - الوفاة 16 أغسطس 1994 في كاليفورنيا، مقاطعة ريفيرسايد، الولايات المتحدة، هو ممثل أمريكي بدأ مسيرته الفنية سنة 1943. امتدت مسيرته الفنية لأكثر من 44 عاما.

## الأعمال
- السهم المكسور
- ظهيرة مشتعلة
- يوليوس قيصر
- الرداء
- كل الإخوة كانوا شجعان
- موضع بايتون
- كليوباترا
- أبناء كيتي إلدر
- عزم حقيقي
- باتون
- جيك الكبير

## روابط خارجية
- جون دوسيت على موقع IMDb (الإنجليزية)
- جون دوسيت على موقع ميوزك برينز (الإنجليزية)
- جون دوسيت على موقع أول موفي (الإنجليزية)
- جون دوسيت على موقع قاعدة بيانات الأفلام السويدية (السويدية)
- جون دوسيت على موقع قاعدة بيانات الفيلم (الإنجليزية)